# Eriocaulon disepalum
Eriocaulon disepalum är en gräsväxtart som beskrevs av Henry Nicholas Ridley. Eriocaulon disepalum ingår i släktet Eriocaulon och familjen Eriocaulaceae. Inga underarter finns listade i Catalogue of Life.